# Rambla de Cervera
 (décembre 2020).
Le contenu est difficilement compréhensible vu les erreurs de traduction, qui sont peut-être dues à l'utilisation d'un logiciel de traduction automatique.
La Rambla de Cervera ou riu Sec est un courant d'eau intermittent situé au nord de la province de Castellón, d'environ 50 km de long.

## Particularités
Le cours d'eau se forme au col de Vallivana, au milieu de la serra de Vallivana (en) dans la comarque des Ports, sur le territoire de Morella, par l'union avec le barranc de Vallivana (formé par les barrancs de la Bota, de Querol et dels Corrals, entre autres), qui naît au col de Querol, et avec le barranc de Salvassòria, qui descend des Fusters et la Llècua. Il traverse rapidement l'Alt Maestrat et parcourt le Baix Maestrat en direction est-sud-est (ESE) recueillant les eaux de nombreux barrancs. Il porte le nom de la ville de Cervera del Maestrat et passe très près de la ville de Càlig. L'autre nom, riu Sec, est dû au fait qu'il n'y a presque jamais d'eau.
La rambla de Cervera débouche sur la Plage de la Mar Xica, sur le territoire de Benicarló.